# 秋海棠叶石蝴蝶
秋海棠叶石蝴蝶（学名：Petrocosmea begoniifolia）为苦苣苔科石蝴蝶属下的一个种。其种加词“begoniifolia”意为“叶形似秋海棠属植物的”。